# El Fort de Sant Cristòfol (l'Alcora)
El Fort de Sant Cristòfol és una antiga estructura militar ubicada al voltant de l'ermita de Sant Cristòfol de l'Alcora (l'Alcalatén), ambdós ubicats en la muntanya homònim, una elevació estratègica entre aquesta vila i Llucena del Cid.
El Fort es construeix pel bàndol carlista durant la primera de les guerres carlines (1833-1840). Ja el 21 de març de 1838 va ser testimoni de l'enfrontament entre el líder carlista Ramon Cabrera i l'isabel·lí Borso di Carminatti, que no va poder superar el fort i arribar a socórrer als lliberts de Llucena, que eren assetjats pels carlistes.
Un altre episodi bèl·lic a Sant Cristòfol es va viure a la Tercera Guerra Carlista (1872-1876), concretament en la Batalla dels Barrancons, succeïda al juny de 1874, quan els tradicionalistes van ocupar l'Alcora fins al maig del següent any.
Actualment, només en resta algunes parts de l'entrada al recinte i diverses espitlleres.
Està declarat genèricament com Bé d'interès cultural, amb codi 12.04.005-010, segons es recull en la Direcció General de Patrimoni Cultural de la Generalitat Valenciana.